# Цибукань (комуна)
Цибукань, Цибукані (рум. Țibucani) — комуна у повіті Нямц в Румунії. До складу комуни входять такі села (дані про населення за 2002 рік):
- Давідень (1070 осіб)
- Цибукань (2909 осіб) — адміністративний центр комуни
- Цибуканій-де-Жос (480 осіб)

Комуна розташована на відстані 299 км на північ від Бухареста, 24 км на північний схід від П'ятра-Нямца, 79 км на захід від Ясс.

## Населення
За даними перепису населення 2002 року у комуні проживали 4459 осіб.
Національний склад населення комуни:
| Національність | Кількість осіб | Відсоток |
| -------------- | -------------- | -------- |
| румуни         | 4414           | 99,0%    |
| цигани         | 44             | 1,0%     |
| італійці       | 1              | < 0,1%   |

Рідною мовою назвали:
| Мова       | Кількість осіб | Відсоток |
| ---------- | -------------- | -------- |
| румунська  | 4448           | 99,8%    |
| циганська  | 10             | 0,2%     |
| італійська | 1              | < 0,1%   |

Склад населення комуни за віросповіданням:
| Релігія        | Кількість осіб | Відсоток |
| -------------- | -------------- | -------- |
| православні    | 4360           | 97,8%    |
| бретрени       | 28             | 0,6%     |
| старообрядці   | 14             | 0,3%     |
| римо-католики  | 1              | < 0,1%   |
| греко-католики | 1              | < 0,1%   |